# Улог (Калиновик)
Улог је насељено мјесто у општини Калиновик, Република Српска, БиХ. Према попису становништва из 2013. године, у насељу је живјело свега 30 становника.

## Географија
Изнад села налази се планина Црвањ испод које се налази Црвањско језеро, такође познато и као Улошко језеро. Кроз село протиче ријека Неретва.
Клима у Улогу је знатно блажа од климе у Калиновику, уз топлија љета и блаже зиме са мање снијега.

## Историја
Улог је некада био сједиште општине која се простирала у горњем току ријеке Неретве. Општина је послије укидања, 1963. године, највишим дијелом припала Општини Калиновик, а мањим дијелом општинама Гацко и Невесиње.
Улог је такође познат по устанку Невесињска пушка и познатом устанику Перу Тунгузу.

## Становништво
| Националност       | 2013. | 1991. | 1981. | 1971. |
| Срби               | 23    | 38    | 88    | 133   |
| Бошњаци            | 7     | 64    | 110   | 149   |
| Црногорци          | —     | —     | 4     | 4     |
| Југословени        | —     | —     | 3     | 3     |
| остали и непознато | —     | —     | —     | 2     |
| Укупно             | 30    | 102   | 205   | 291   |

| Демографија (испостава Невесиње) | Демографија (испостава Невесиње) | Демографија (испостава Невесиње) |
| Година                           | Становника                       | Становника                       |
| -------------------------------- | -------------------------------- | -------------------------------- |
| 1885.                            | 4.218                            |                                  |
| 1895.                            | 2.617                            |                                  |
| 1910.                            | 3.604                            |                                  |
| 1921.                            | 3.565                            |                                  |
| 1953.                            | 4.183                            |                                  |
| 1961.                            | 470                              |                                  |
| 1971.                            | 291                              |                                  |
| 1981.                            | 205                              |                                  |
| 1991.                            | 102                              |                                  |
| 2013.                            | 30                               |                                  |

## Знамените личности
- Лука Шекара, српски лингвиста и професор књижевности[2]